# Lanzette (Gießerei)

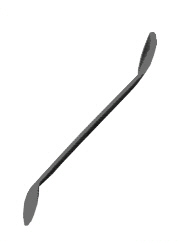
Gießerei-Lanzette

In der Gießerei ist Lanzette die Bezeichnung für ein Formerwerkzeug zum Glätten, Polieren und Schneiden in der Sandform.
Sie ist an den beiden Enden der stabförmigen Handhabe flach, spatelförmig oder löffelartig ausgebildet und dient der Nacharbeit der Sandform mit der Hand. Beim Guss in verlorener Sandform wird die Lanzette zur Behebung von Unstimmigkeiten und für Ergänzungen, wie der Formung eines Trichters als Angussöffnung, verwendet.